# Ligne Kalininsko-Solntsevskaïa
La ligne Kalininsko-Solntsevskaïa (en russe : Калининско-Солнцевская линия) est la huitième ligne du métro de Moscou. Cette ligne présente la particularité d'être scindée en deux avec d'une part le tronçon (portant le n°8) qui relie les stations Tretyakovskaïa à Novokosino avec 8 points d'arrêts et s'étend sur 16 km. D'autre part le tronçon ouest (portant le n°8A) qui relie les stations Delovoy Tsentr à l'Aéroport de Vnukovo avec 14 points d'arrêts et s'étend sur 25 km. L'achèvement du tronçon central dans les années à venir permettra le transfert direct entre les deux sections.

## Histoire
La section ouest de la ligne a été construite pour les jeux olympiques de Moscou, le premier segment entre Marksistskaïa et Novoguireïevo a été ouvert en 1979. Celui entre les stations Marksistskaïa et Tretiakovskaïa fut ouvert en 1986. Puis en 2012, la ligne fut prolongée d'une station de Novoguireïevo à Novokossino.
Le premier segment de la section est de la ligne entre Delovoy Tsentr et Park Pobedy a été ouvert en 2014. Celui entre les stations Park Pobedy et Ramenki fut ouvert en 2017 et celui entre Ramenki et Rasskazovka en 2018. Puis en 2021, la ligne fut prolongée jusqu'à l'Aéroport de Vnoukovo, devenant la première ligne du réseau à desservir un aéroport.

### Chronologie (8)
| Station             | Date d'ouverture | Profondeur |
| ------------------- | ---------------- | ---------- |
| Marksistskaïa       | 30 décembre 1979 | -60 m      |
| Plochtchad Ilitcha  | 30 décembre 1979 | -46m       |
| Aviamotornaïa       | 30 décembre 1979 | -53m       |
| Chosse Entouziastov | 30 décembre 1979 | -53m       |
| Perovo              | 30 décembre 1979 | -9m        |
| Novoguireïevo       | 30 décembre 1979 | -9m        |
| Novokossino         | 30 août 2018     | -9m        |
| Tretiakovskaïa      | 25 janvier 1986  | -46m       |
| Total               | 8 Stations       |            |

### Chronologie (8A)
| Station                | Date d'ouverture | Profondeur |
| ---------------------- | ---------------- | ---------- |
| Delovoï tsentr         | 31 janvier 2014  | -25m       |
| Park Pobedy            | 31 janvier 2014  | -73,6m     |
| Minskaïa               | 16 mars 2017     | -15m       |
| Lomonossovski prospekt | 16 mars 2017     | -15m       |
| Ramenki                | 16 mars 2017     | -15m       |
| Mitchourinski prospekt | 30 août 2018     | -13m       |
| Oziornaïa              | 30 août 2018     | -25m       |
| Govorovo               | 30 août 2018     | -14m       |
| Solntsevo              | 30 août 2018     | -13m       |
| Borovskoïe chosse      | 30 août 2018     | -20m       |
| Novoperedelkino        | 30 août 2018     | -16m       |
| Rasskazovka            | 30 août 2018     | -12m       |
| Pykhtino               | 6 septembre 2023 | 0m         |
| Vnukovo                | 6 septembre 2023 | 0m         |
| Total                  | 14 stations      |            |

## Stations et correspondances (8)
| #  | Vers la ligne                | Station            |
| -- | ---------------------------- | ------------------ |
| 02 | Zamoskvoretskaïa             | Tretiakovskaïa     |
| 05 | Koltsevaïa                   | Marksistkaïa       |
| 06 | Kaloujsko-Rijskaïa           | Tretiakovskaïa     |
| 07 | Tagansko-Krasnopresnenskaïa  | Marksistkaïa       |
| 10 | Lioublinsko-Dmitrovskaïa     | Plochtchad Ilitcha |
| 11 | Ligne Bolchaïa Koltsevaïa    | Aviamotornaïa      |
| D4 | Diamètres centraux de Moscou | Novoguireïevo      |

## Stations et correspondances (8A)
| #  | Vers la ligne                | Station                |
| -- | ---------------------------- | ---------------------- |
| 03 | Arbatsko-Pokrovskaïa         | Park Pobedy            |
| 04 | Filiovskaïa                  | Delovoï tsentr         |
| 11 | Ligne Bolchaïa Koltsevaïa    | Mitchourinski prospekt |
| D4 | Diamètres centraux de Moscou | Minskaïa               |